# Strategio Apione
Flavio Strategio Apione Strategio Apione (latino: Flavius Strategius Apion; fl. 539-577) è stato un politico bizantino.

## Biografia
Era figlio di Flavio Apione, fratello di Flavio Strategio e probabilmente marito di Flavia Praeiecta, che ebbe Flavio Apione e Flavio Giorgio; apparteneva alla potente famiglia latifondiaria egiziana degli Apioni.
Strategio Apione fu eletto console per l'anno 539; tutti i documenti compilati mentre lui era in vita lo ricordano come console, quelli posteriori alla sua morte come patricius. Nello stesso anno era comes domesticorum, come attestato dal suo dittico consolare, anche se probabilmente questa carica, che comportava il comando della guardia imperiale, era in realtà solo onorifica.
Tra il 543 e il 547/548 venne elevato al rango di patricius: il fatto che dopo la sua morte fosse ricordato come protopatricius suggerisce che abbia raggiunto lo status di decano del Senato di Costantinopoli. Tra il 548 e il 550 (o tra il 549 e il 551) fu dux Thebaidos e magister utriusque militiae. Fu anche pagarca di Crocodilopoli (556), in quanto la sua casa esercitava il pagarcato del nomo di Ossirinco.
Morì tra il 577 e il 579. Praeiecta, Apione e Giorgio gli succedettero alla guida della famiglia.